# Tetrafenylcyklopentadienon
Tetrafenylcyklopentadienon je organická sloučenina se vzorcem (C6H5)4C4CO, tmavě fialová až černá pevná látka rozpustná v organických rozpouštědlech. Používá se na přípravu dalších organických a organokovových sloučenin.

## Struktura
C5O jádro molekuly je rovinné a konjugované, délky vazeb ovšem odpovídají střídání jednoduchých a dvojných vazeb; vzdálenost C2–C3 a C4–C5 je 135 pm, zatímco vazby C1–C2, C3–C4 a C5–C1 se více podobají jednoduchým vazbám, jejich délky jsou okolo 150 pm. Fenylové skupiny tetrafenylcyklopentadienonu zaujímají konformaci ve tvaru vrtule. Čtveřice fenylových kruhů je vzájemným sterickým působením pootočená oproti rovině středového kruhu.

## Příprava
Tetrafenylcyklopentadienon lze připravit dvojitou aldolovou kondenzací z benzilu a dibenzylketonu za přítomnosti zásady jako katalyzátoru.

## Reakce
Středový kruh může jako dien vstupovat do Dielsových–Alderových reakcí s různými dienofily, například s benzynem vzniká 1,2,3,4-tetrafenylnaftalen a s difenylacetylenem se utváří hexafenylbenzen. Také je prekurzorem molekul podobných grafenu, jako je koronen.
Podobně je možné vytvořit deriváty pentafenylpyridinu Dielsovou–Alderovou reakcí tetrafenylcyklopentadienonu s benzonitrilem.
Tetrafenylcyklopentadienon může být použit jako náhrada 2,3-dichlor-5,6-dikyano-1,4-benzochinonu (DDQ) při aromatizacích částí porfyrinových molekul:

### Ligand v organokovové chemii

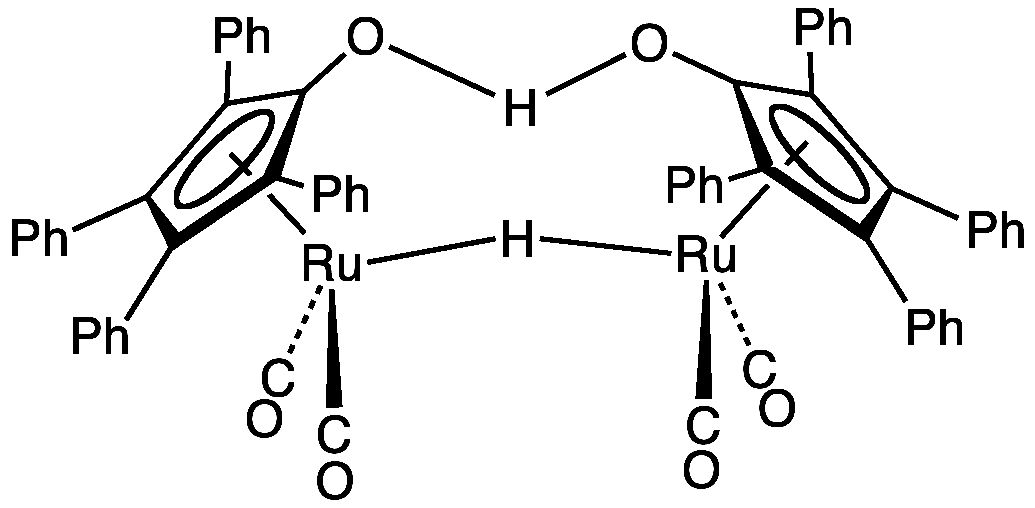
Shvo katalyzátor, komplex ruthenia a tetrafenylcyklopentadienonu

Tetraarylcyklopentadienony mohou sloužit jako ligandy v organokovové chemii. Shvo katalyzátor, využívaný při některých hydrogenacích, je odvozen od tetrafenylcyklopentadienonu.